# Tenetiše (gmina Kranj)
Tenetiše – wieś w Słowenii, w gminie miejskiej Kranj. W 2018 roku liczyła 431 mieszkańców. 